# San Clemente (Tarlac)
San Clemente ist eine philippinische Stadtgemeinde in der Provinz Tarlac. Sie hat 12.657 Einwohner (Zensus 1. August 2015).

## Baranggays
San Clemente ist administrativ in zwölf Baranggays unterteilt.
| - Balloc - Bamban - Casipo - Catagudingan | - Daldalayap - Doclong 1 - Doclong 2 - Maasin | - Nagsabaran - Pit-ao - Poblacion Norte - Poblacion Sur |